# Nucșoara, Hunedoara
Nucșoara este un sat în comuna Sălașu de Sus din județul Hunedoara, Transilvania, România.

## Monumente istorice
Biserica „Înălțarea Domnului" este unul dintre cele mai vechi monumente românești hunedorene, datând de la sfârșitul sec. XIII. Este alcătuită dintr-o navă boltită în semicilindru și o absidă decroșată semicirculară, atât la interior, cât și la exterior. Portalul vestic, cu profile gotice târzii, este adăugat în secolul XV. Interiorul este acoperit în întregime cu picturi murale, datorate lui Simion din Pitești (cca. 1786).

## Obiective turistice
- Rezervația naturală “Fânațele cu narcise Nucșoara” (20 ha).

## Imagine

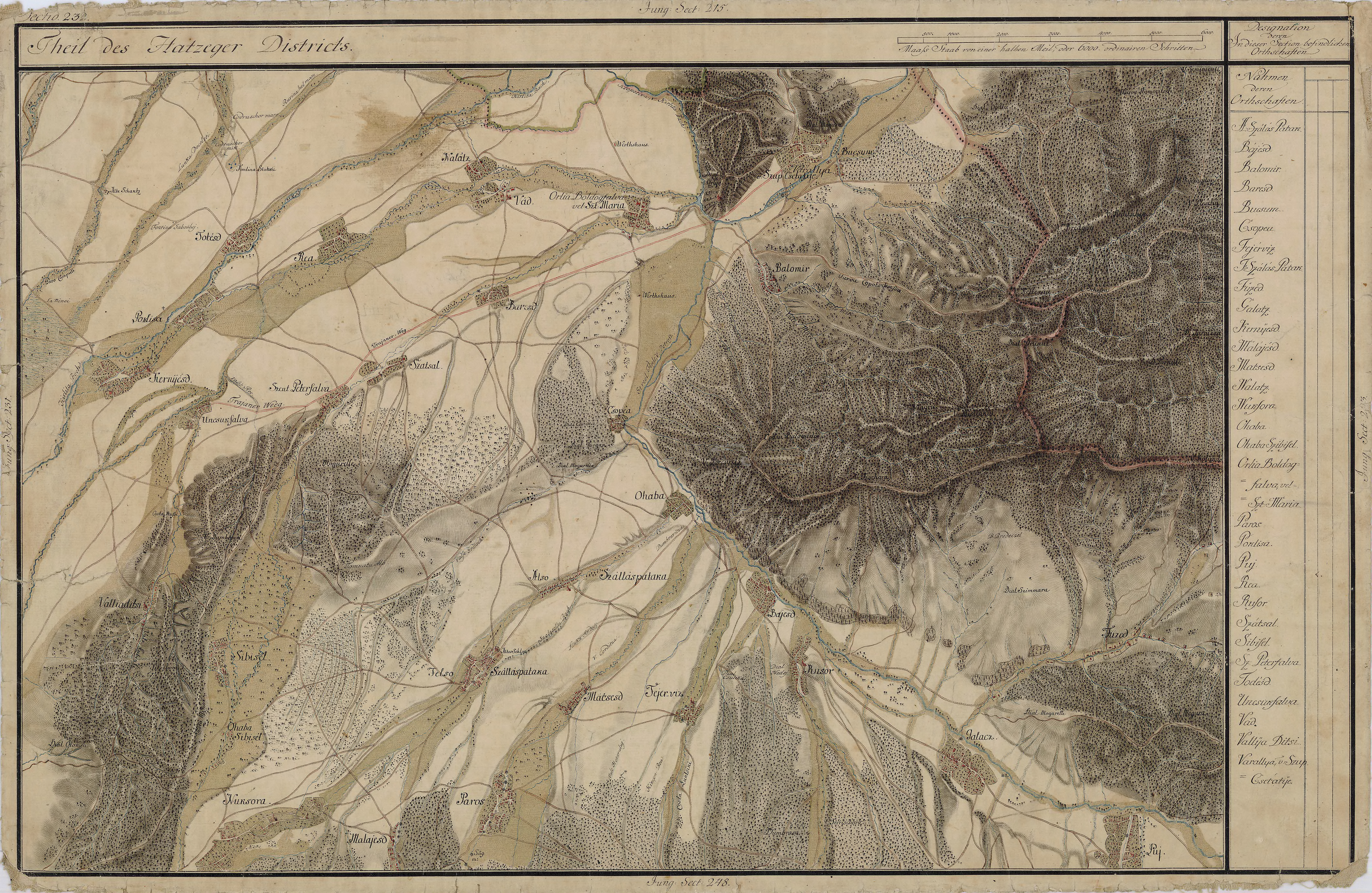
Nucșoara în Harta Iosefină a Transilvaniei, 1769-1773